# Josef Klika
Josef Klika (28. ledna 1857 Praha – 24. března 1906 Praha) byl český pedagog, komeniolog a překladatel z němčiny.

## Život
Studoval na vyšší reálce v Pardubicích a Kutné Hoře, kde získával pedagogické vzdělání pod ředitelem G. A. Lindnerem. Získal aprobaci pro měšťanské školy a pokračoval ve studiu na technice a filosofické fakultě.
Roku 1897 se stal ředitelem měšťanské školy u Nejsvětější Trojice na pražském Novém Městě.
Založil v Praze Muzeum Komenského a při něm Slavín učitelský, uspořádal školské oddělení pražské na Jubilejní výstavě 1891 a v roce 1892 výstavu Komenského. Věnoval se zdokonalování metody učení fyziky a snažil se o zavedení zdravovědy jako učebního předmětu do škol. Napsal Malou zdravovědu vydanou v Táboře roku 1886.
Do roku 1905 byl redaktorem Školské hlídky Národních listů. Publikoval několik spisů o J. A. Komenském. Po Lindnerově smrti upravil k tisku jeho Paedagogiku.
Zemřel roku 1906 a byl pohřben na Olšanských hřbitovech.

## Publikace
- 1877, 1879 Obrázky z říše nerostův
- 1879 Z hlubin mořských
- 1881 Navedení, jak zacházeti s fysikálními přístroji ve škole obecné
- 1883 O vyučování fysice ve školách obecných a měšťanských
- 1890 Umělecký sloh ve školní učbě
- 1891 České školství obecné před čtyřiceti lety a nyní
- 1892 Malá zdravověda
- 1892 O slavném Čechu Komenském
- 1892 Komenského život a práce
- 1894 Mužové práce (Prokop Diviš, Jiří Stephenson, Josef Božek, Josef Ressel, František Adam Petřina)
- 1895 Z říše královny zimy. Přírodozpytné obrázky z krajů českých i cizích.
- 1895-1896 Škola ozdob pro názor mládeži škol obecných, měšťanských, pokračovacích a příbuzných
- 1896 Stručný přírodozpyt : soubor 240 nauk a zákonů pro chlapecké školy měšťanské
- 1896 Silozpyt pomůckou vyučování jazykového ve školách obecných i měšťanských. S desaterem rozvedených ukázek methodických.
- 1896 Z říše královice Slunce. Přírodozpytné obrázky z krajů českých a cizích.
- 1897 Muž srdce; k památce 150tých narozenin J.J. Pestalozziho
- 1897 Diagrammy a obrazy k prvopočátečnému vyučování tělovědě
- 1898 1848–98. Půl století našeho školství obecného a pokračovacího
- 1898 Palacký jako paedagog
- 1898 Diagrammy a obrazy k vyučování silozpytu
- 1899 Názvosloví k 20 tebellím díla Silozpytné obrazy a diagrammy od Josefa Kliky
- 1899 Užitý silozpyt pro školu a dům. Výklad k dílu Silozpytné obrazy a diagrammy.
- 1900 Malíř světlo. Přírodozpytné povídky o obrazech stínových a zrcadlových.
- 1900 Osvětou a výchovou k životu
- 1902 Husova čítanka. Patnáct čtení ze spisů mistra Jana Husa a o Husovi.
- 1903 Přírodovědná čtení
- 1905 Slohy v uměnách výtvarných

Spolu s Josefem Sokolem editoval šestidílný Stručný slovník paedagogický: abecední soubor nejdůležitějších nauk ... se zřetelem k učitelstvu škol obecných a měšťanských
- 1891 Díl prvý (Abacus - Fantasie)
- 1893 Díl druhý (Farní školy - Konfucius)
- 1895 Díl třetí (Kongressy vychovatelské - Nápodoba)
- 1897 Díl čtvrtý (Napodobovací forma učebná - pokračovací školy)
- 1890 Díl pátý (Pokračovací školy dívčí - Selekce)
- 1909 Díl šestý (Semantika-Žulinski Tadeusz)

Učebnice:
- STOKLAS, Eduard – KLIKA, Josef: Fysika pro školy měšťanské. Zpracovaná na základě osnovy ze dne 18. května 1874 č. 6549. Díl druhý pro 7. třídu. Praha, Fr. A. Urbánek 1878. 95 s.